# Пожежа на авіаносці «Форрестол» (1967)
Пожежа на авіаносці «Форрестол» (1967) — один із найзначніших інцидентів з авіаносцями США, що стався 29 липня 1967 року близько 10:50 за місцевим часом в Тонкінській затоці на борту авіаносця «Форрестол» в точці з координатами 19°9′5″ пн. ш. 107°23′5″ сх. д. / 19.15139° пн. ш. 107.38472° сх. д.
За офіційним висновком, пожежа розпочалася після самовільного пуску некерованої ракети «Зуні» під дією випадкового кидка напруги в ланцюгах одного з літаків F-4 «Фантом», що стояв на палубі. Літак готувався до завдавання удару по території В'єтнаму в ході участі США в війні у В'єтнамі (1965—1973 роки).
У результаті інциденту загинуло 134 і поранено 161 людину. Матеріальні збитки склали $75 млн, не рахуючи вартості згорілих літаків.

## Передісторія
У момент виникнення пожежі авіаносець перебував на «Янкі стейшн» (англ. Yankee Station, станція янкі) — географічній точці в Тонкінській затоці, звідки авіаносці США зазвичай завдавали ударів по Північному В'єтнаму. За попередні чотири дні авіагрупа зробила 150 бойових вильотів і відчувала брак боєприпасів — 454-кілограмових бомб Mark 83. Щоб швидко заповнити нестачу, з судна постачання AE-19 «Даймонд-Хед» були завантажені бомби AN-M65 часів Другої світової війни. Ці бомби використовували як вибухівку «композицію B», тоді як сучасні 227-кілограмові Mark 82 і 454-кілограмові Mark 83 споряджувалися більш температуростійкою вибухівкою «композиція H6». Вважається, що ця обставина посилила тяжкість інциденту.

## Хронологія подій

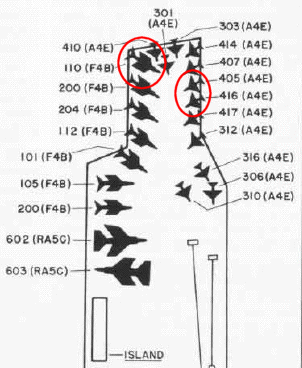
Кормова частина польотної палуби «Форрестол». Найімовірнішою причиною інциденту став літак під номером 110

29 липня 1967 року, близько 10:50 за місцевим часом, під час підготовки літаків до другого вильоту 127-мм некерований реактивний снаряд Mk 32 «Zuni», що розміщувався в підкриловій касетниці LAU-10 літака F-4, несподівано спрацював через стрибок напруги при перемиканні з зовнішнього джерела живлення на внутрішнє.
Ракета перелетіла через польотну палубу і вдарила в підвісний паливний бак під крилом штурмовика A-4 Skyhawk з бортовим номером 405, що готувався до зльоту. За штурвалом перебував капітан 3 рангу Фред Уайт (англ. LCDR Fred D. White). У 1999 році капітан 1-го рангу Джон Маккейн заявив у своїй книзі «Віра моїх батьків», що ракета вдарила його білий літак «А-4 Скайхок». «У цю суботу вранці в липні, коли я сидів у кабіні мого A-4, який готувався до зльоту, ракета потрапила в паливний бак мого літака». Завдяки запобіжному механізму ракета не вибухнула, однак бак зірвало з крила і вихлюпнуте з нього паливо JP-5 запалало. Від перегріву почали вибухати паливні баки інших літаків, і полум'я стало поширюватися по палубі. Через кілька хвилин почали вибухати бомби.
Першою через півтори хвилини після початку пожежі вибухнула бомба старого зразка AN-M65, що зірвалася з підвіски одного з літаків. Вибух зруйнував літак, зробив пробоїну в палубі і шрапнеллю убив пожежну команду, окрім трьох чоловіків, які були важко поранені. Шрапнель також пробила паливні баки двох літаків, які стояли поруч.
Всього на палубі вибухнуло дев'ять бомб, з них вісім AN-M65 старого зразка з вибухівкою типу «Composition B» і одна нова, що здетонувала при близькому розриві AN-M65. Бомби пробили в броньованій палубі великі отвори, через які паливо, що горіло, стало стікати всередину, в житлові приміщення і на палубу ангара.
Вогонь па польотній палубі був локалізований о 12:15, у внутрішніх приміщеннях — до 13:42. Повністю пожежу було погашено о 04:00 наступного ранку.
О 20:54 до авіаносця підійшло госпітальне судно AH-16 «Repose» і о 22:53 почало знімати з корабля вбитих і поранених.

## Наслідки

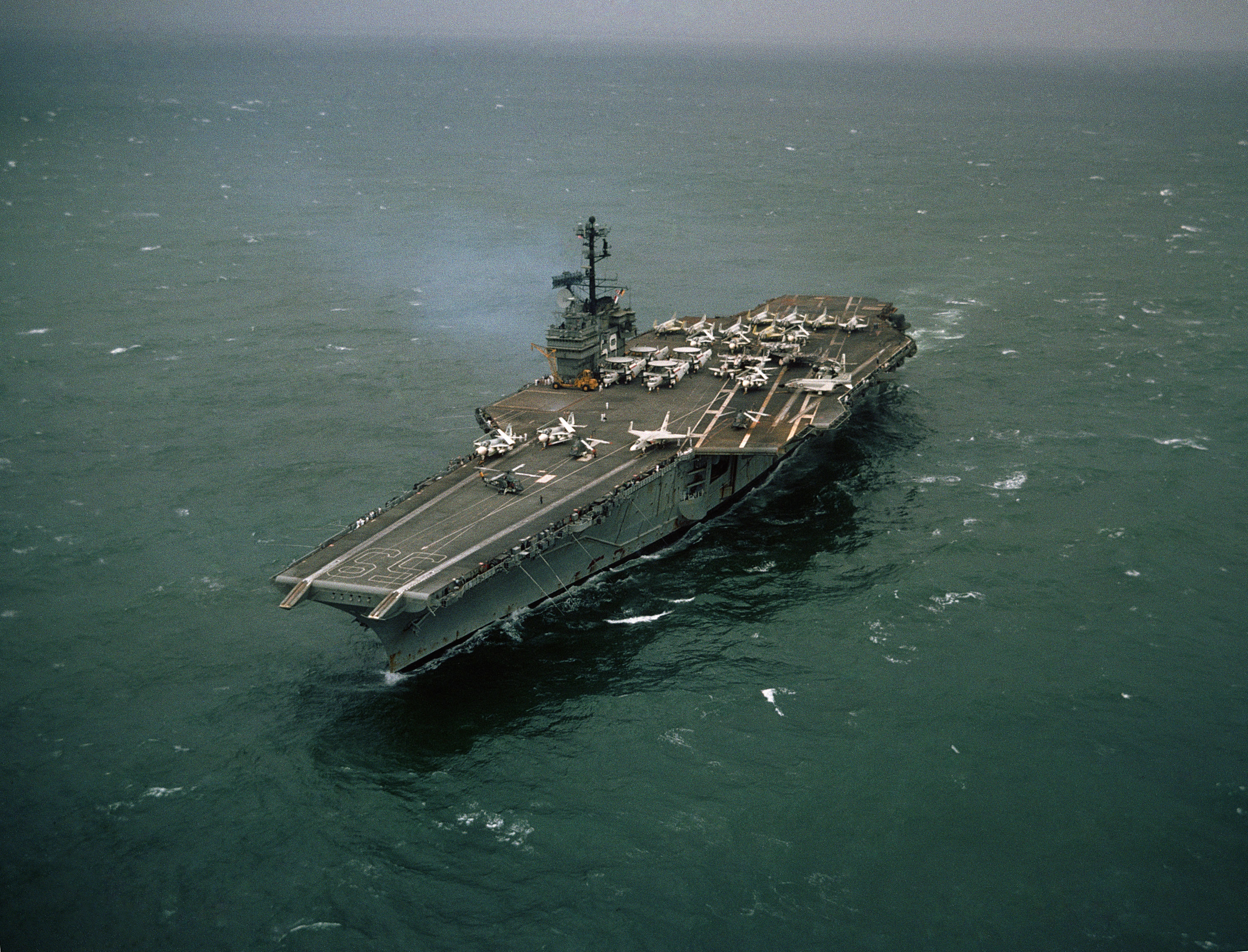
«Форрестол» через місяць після пожежі

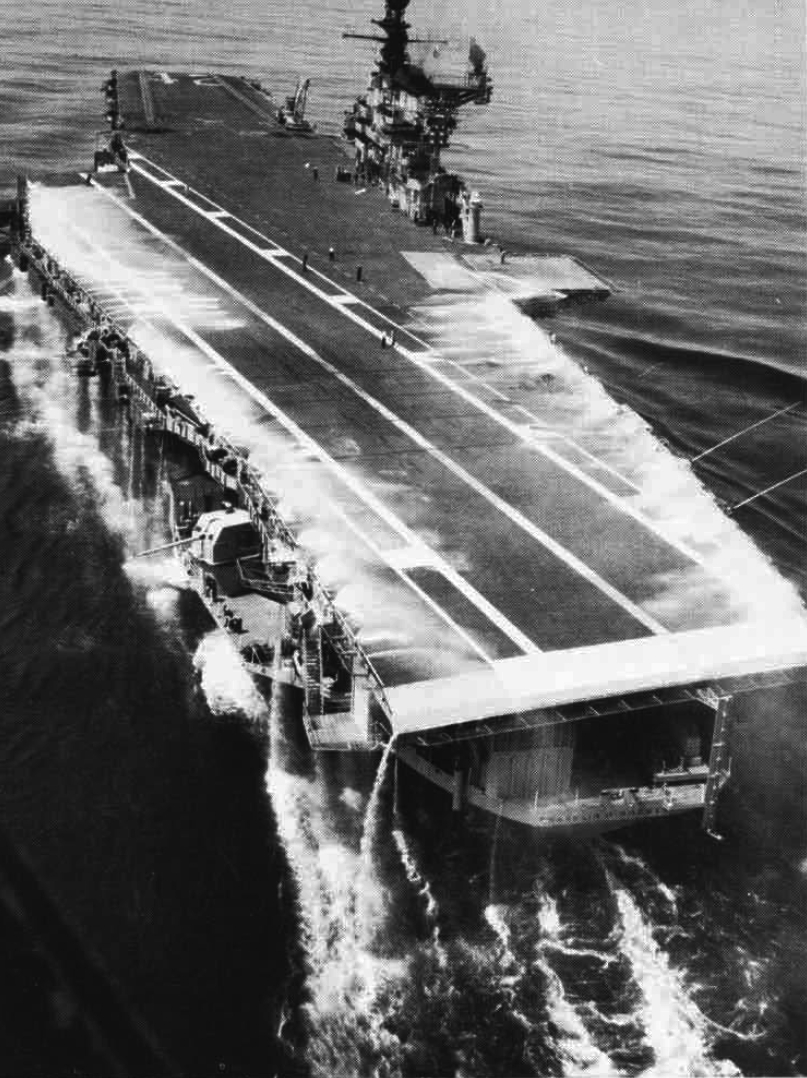
Системи зрошення палуби почали застосовувати на авіаносцях США після пожежі на «Форрестол». На знімку — CV-42 «Франклін Рузвельт»

Внаслідок пожежі загинули 134 члени екіпажу і 161 було поранено. Багато літаків були скинуті за борт, щоб уникнути загоряння і вибухів. З військово-морського регістра було викреслено 21 літак (7 F-4 Phantom II, 11 A-4E Skyhawk і 3 RA-5C Vigilante). Пожежа показала, що на палубі необхідно мати важкі броньовані автонавантажувачі, оскільки спроби скидати літаки за борт силами команди виявилися неефективними.
З 31 липня по 11 серпня «Форрестол» був пришвартований до пірса Лейте (англ. Leyte Pier) військово-морської бази Кьюбі-Пойнт (англ. Naval Air Station Cubi Point) на Філіппінах для термінового ремонту. 12-13 вересня авіаносець відбув до Мейпорт (англ. Naval Station Mayport), де вивантажив літаки і персонал авіагрупи. 14 вересня авіаносець повернувся в Норфолк і з 19 вересня 1967 року по 8 квітня 1968 року проходив ремонт на верфі Norfolk Naval Shipyard.

## Розслідування
Хоча слідству не вдалося встановити точну послідовність подій, воно виявило потенційні причини трагедії, включаючи проблеми в електричних схемах пускової установки LAU-10 для ракет Zuni, а також використання застарілих 454-кілограмових боєприпасів, деякі з яких, судячи з маркування на знайдених уламках, датувалися 1953 роком. Безпосередньою причиною помилкового спрацьовування ракети було визнано порушення регламенту роботи з боєприпасами. Згідно з регламентом, підключення електричного роз'єму (англ. «pigtail» connection) до пускової установки LAU-10 і видалення запобіжної чеки (англ. triple ejector rack, TER) дозволялося тільки після прибуття літака на катапульту. На «Форрестол» же підключення роз'єму найчастіше відбувалося на складі боєприпасів. Якщо після цього з якоїсь причини чека виявлялася витягнутою (сильний порив вітру міг висмикнути чеку за прив'язану до неї широку стрічку), не виключалося спрацьовування ракети від кидка напруги при перемиканні літака із зовнішнього джерела електропостачання на внутрішнє.

## Фото

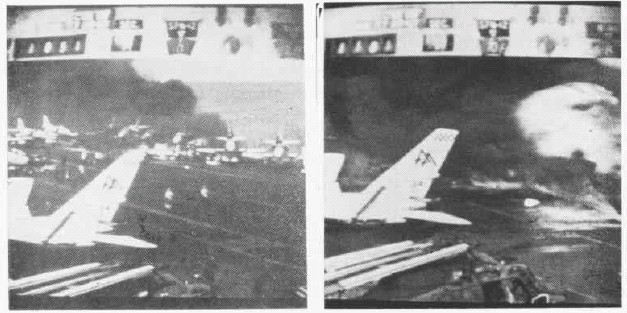
Вид з палубних камер
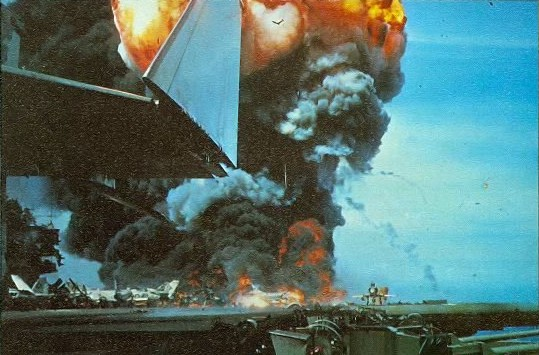
Перші вибухи
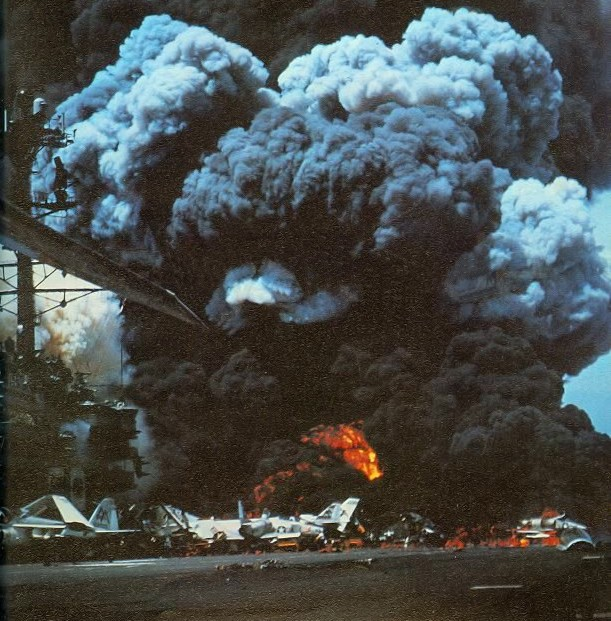
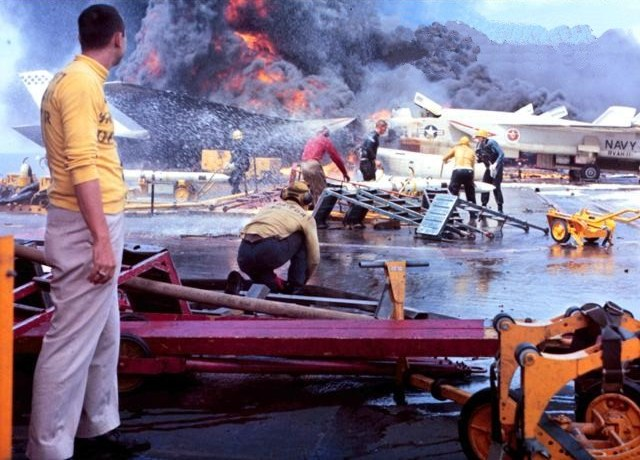
Евакуація боєприпасів
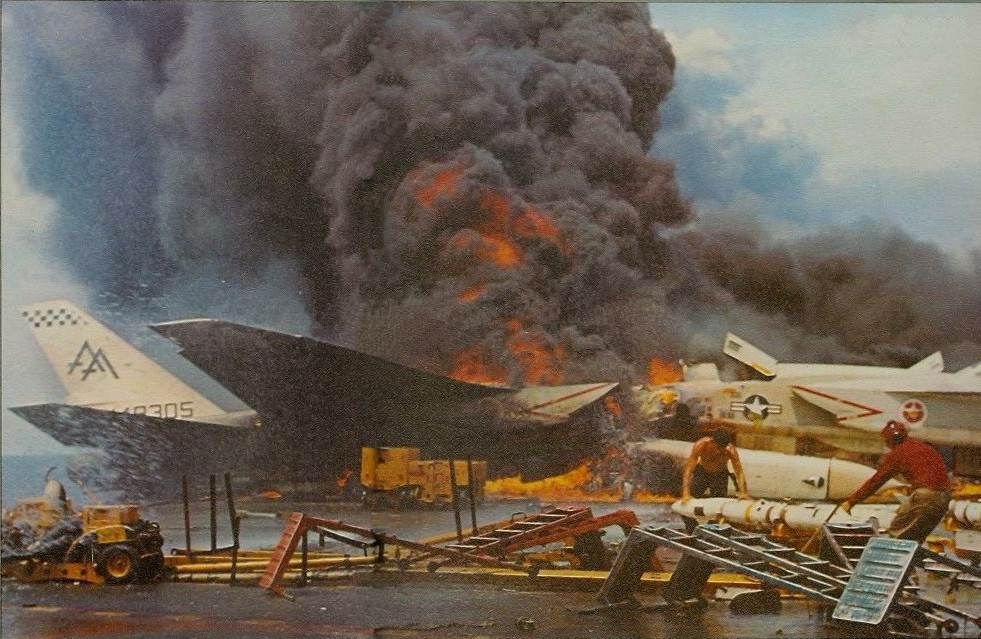
Гарячі RA-5C
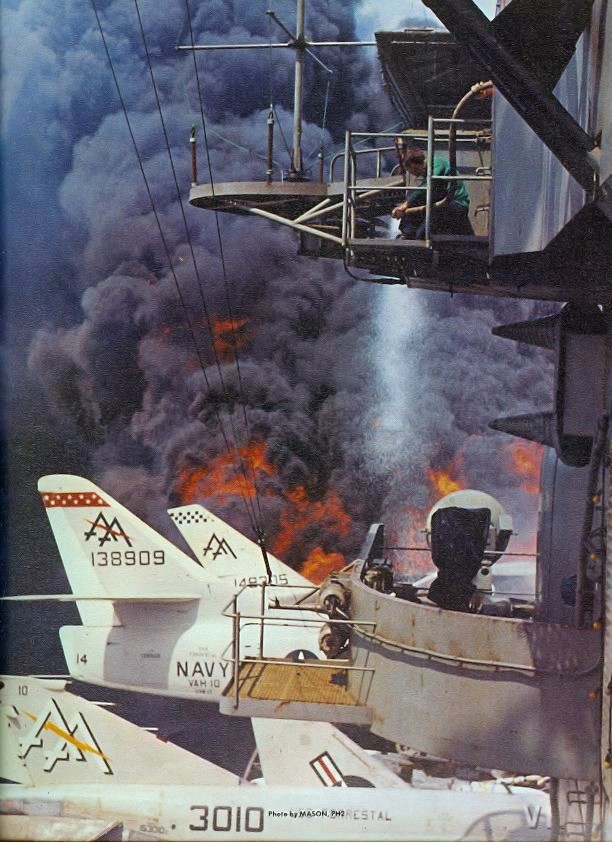
Боротьба з вогнем
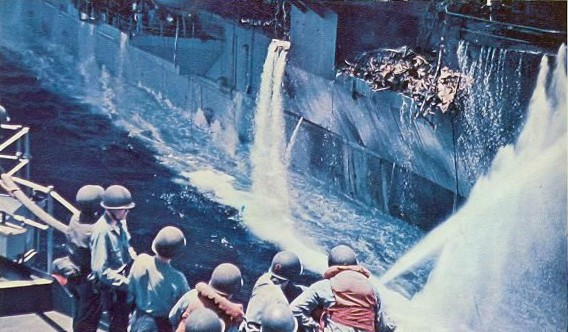
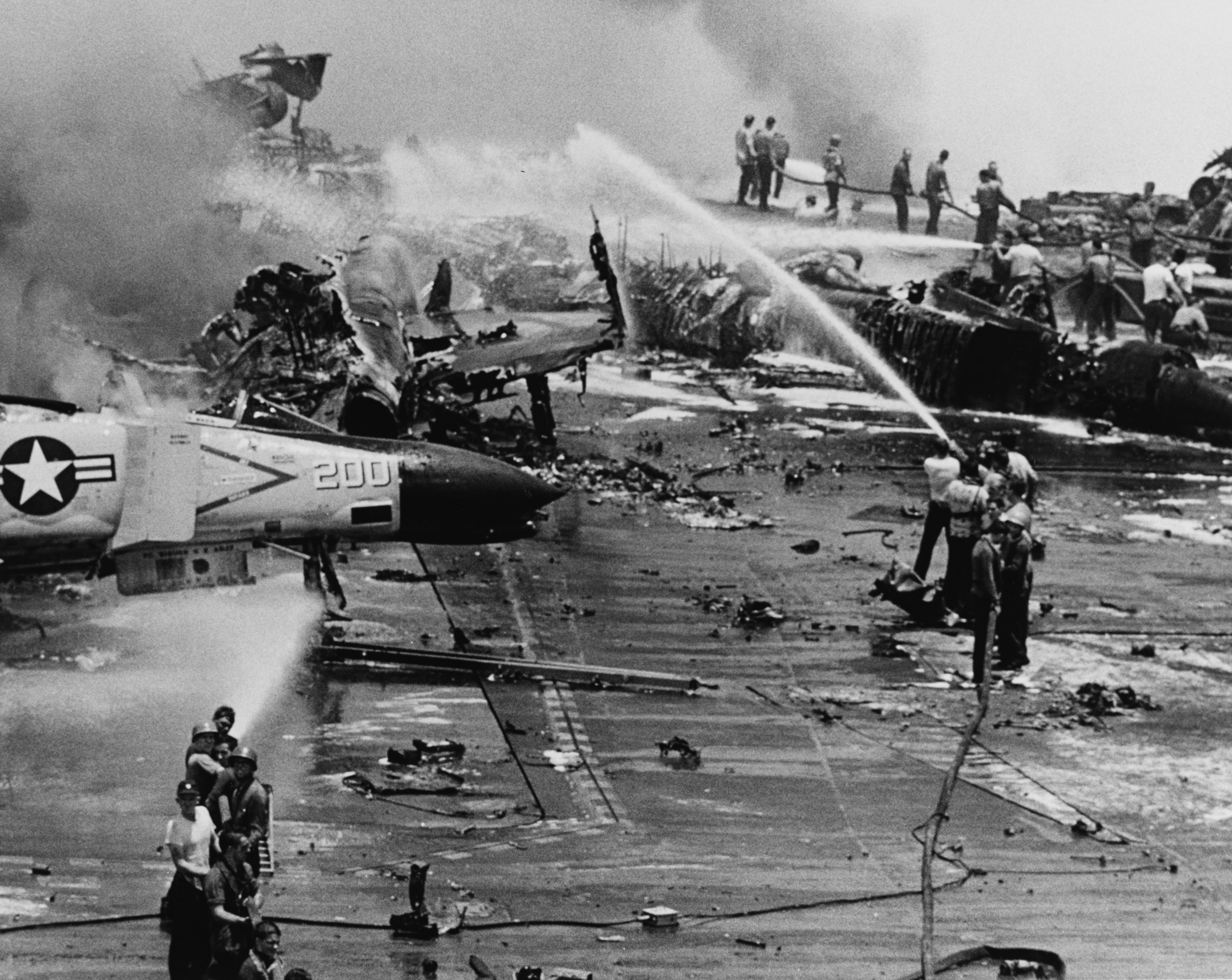
Пожежна команда
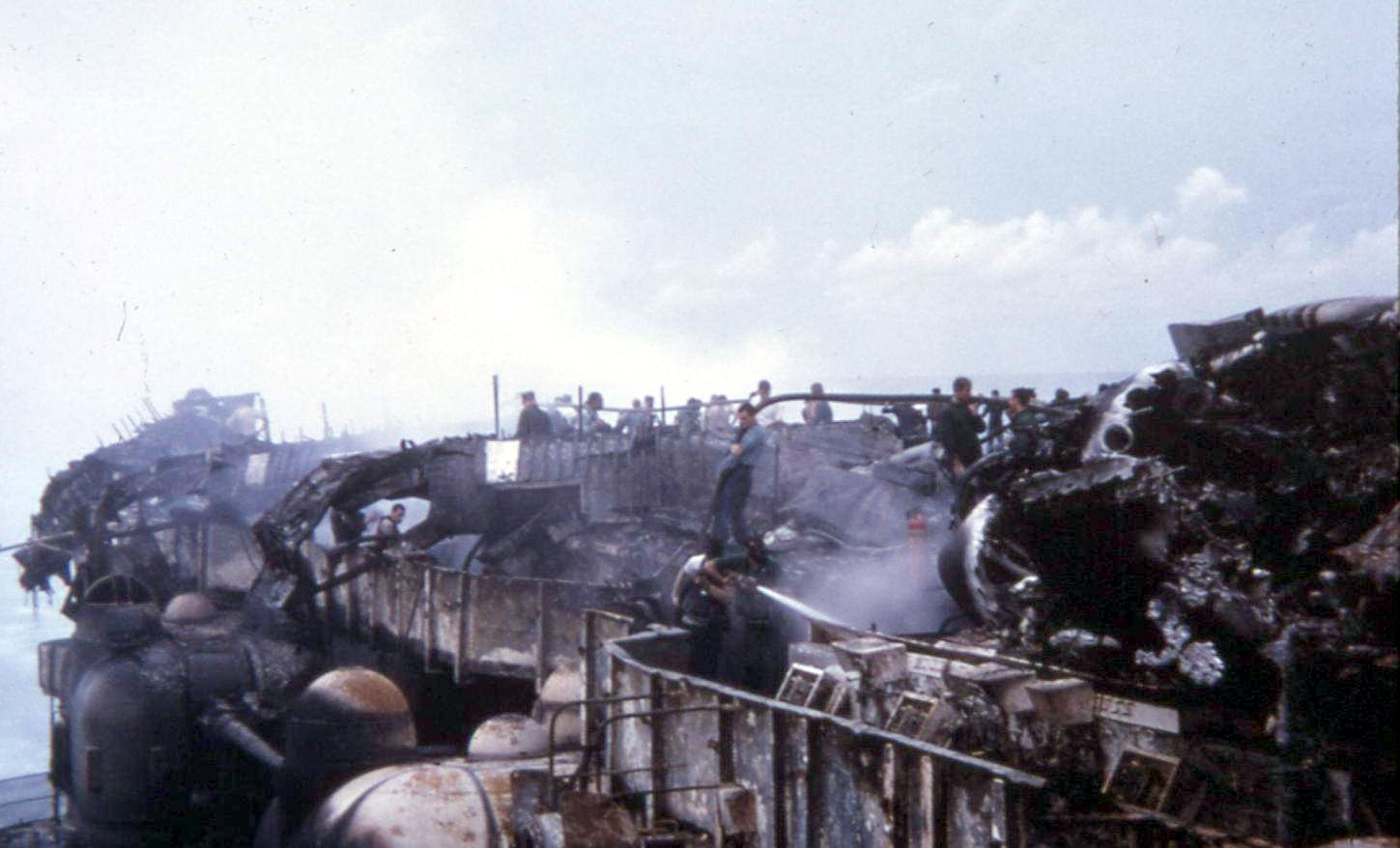
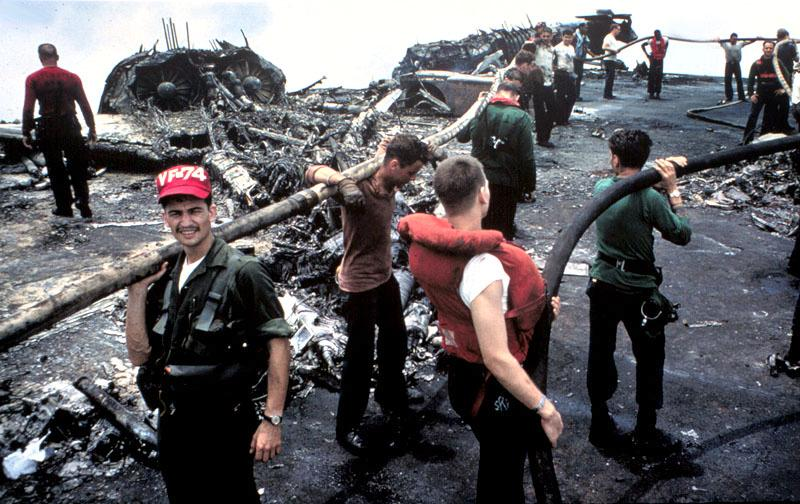
Пожежна команда
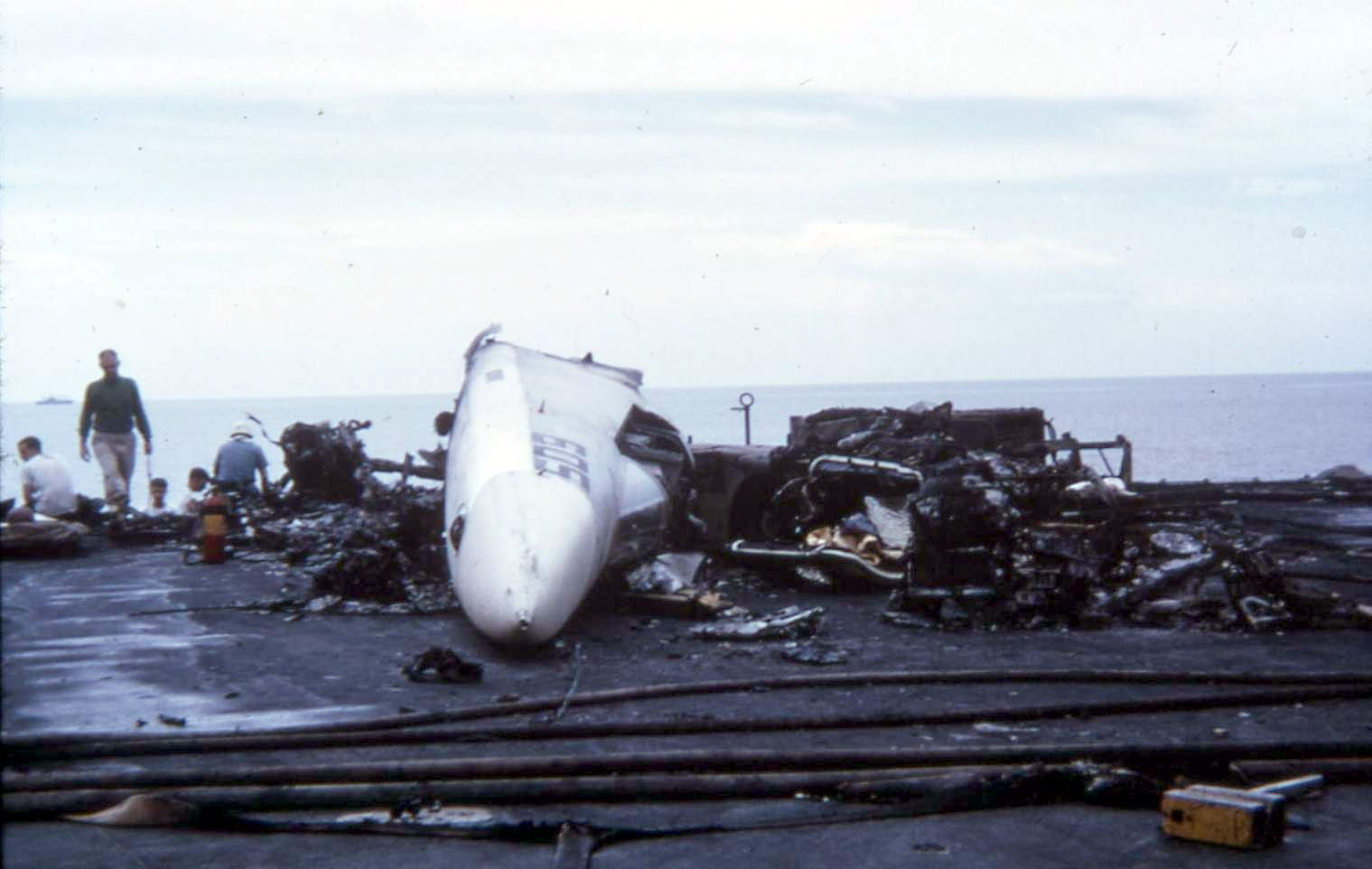
Ніс згорілого RA-5C
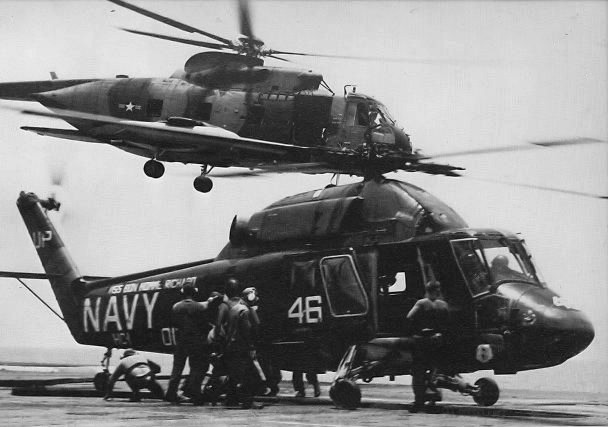
Вертоліт евакуює поранених
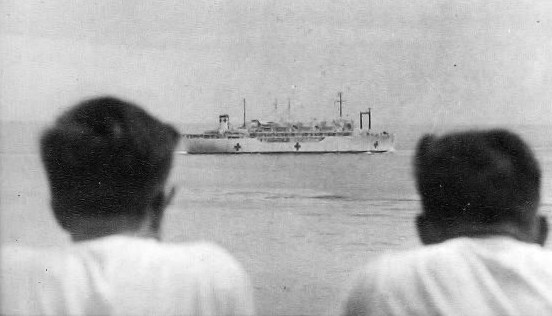
Есмінець Repose поруч із «Форрестол»
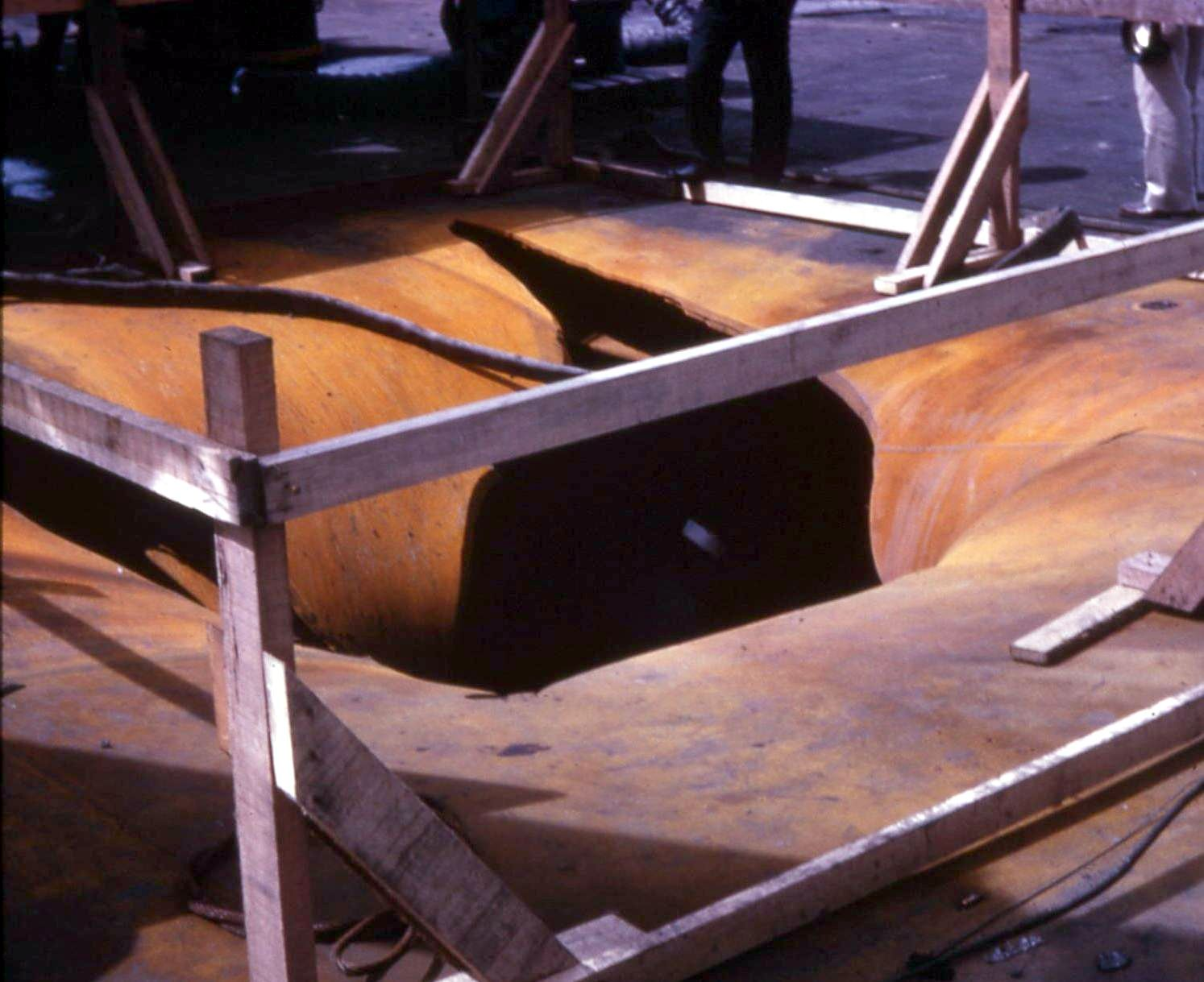
Пробоїна в польотній палубі
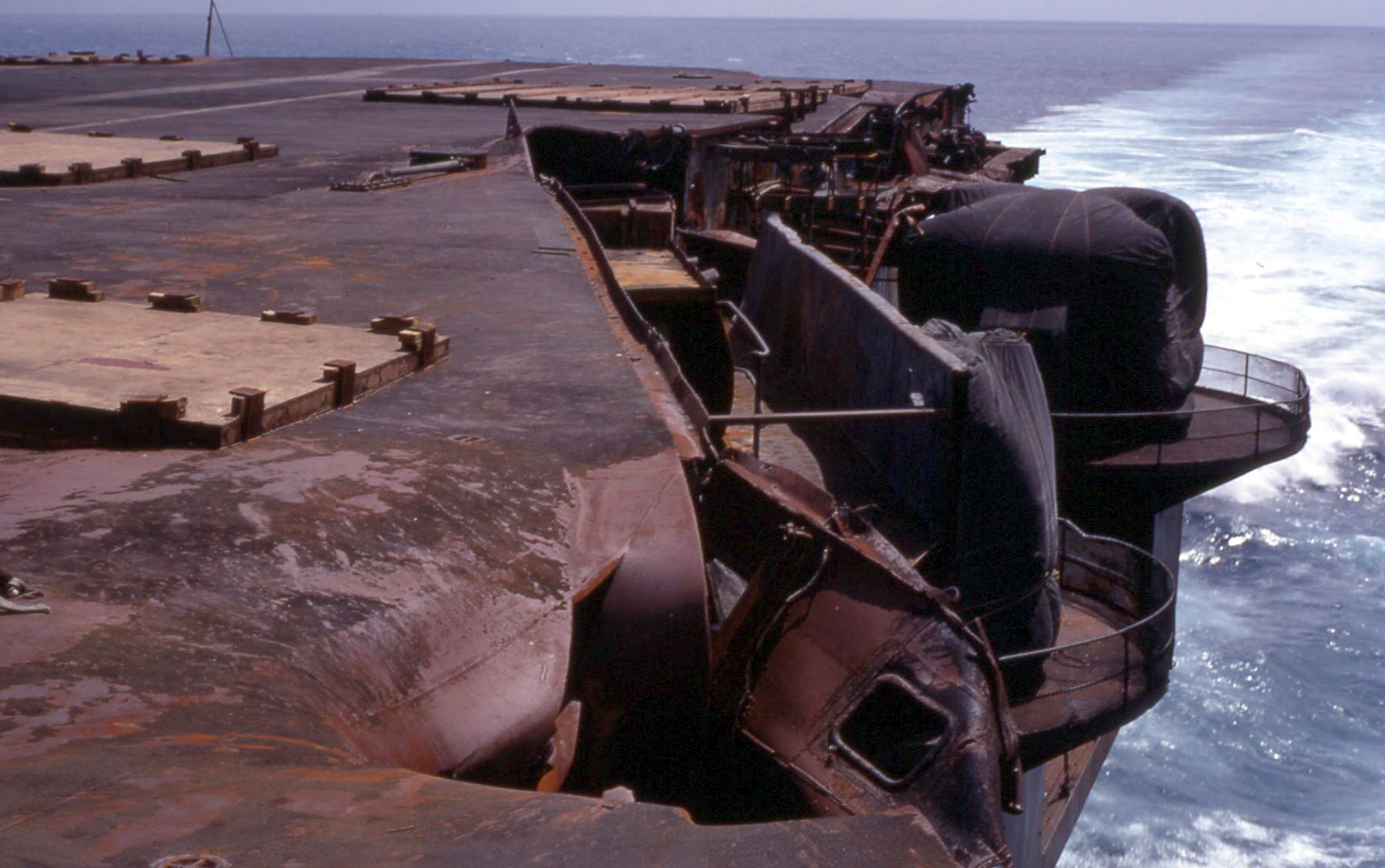
Після пожежі
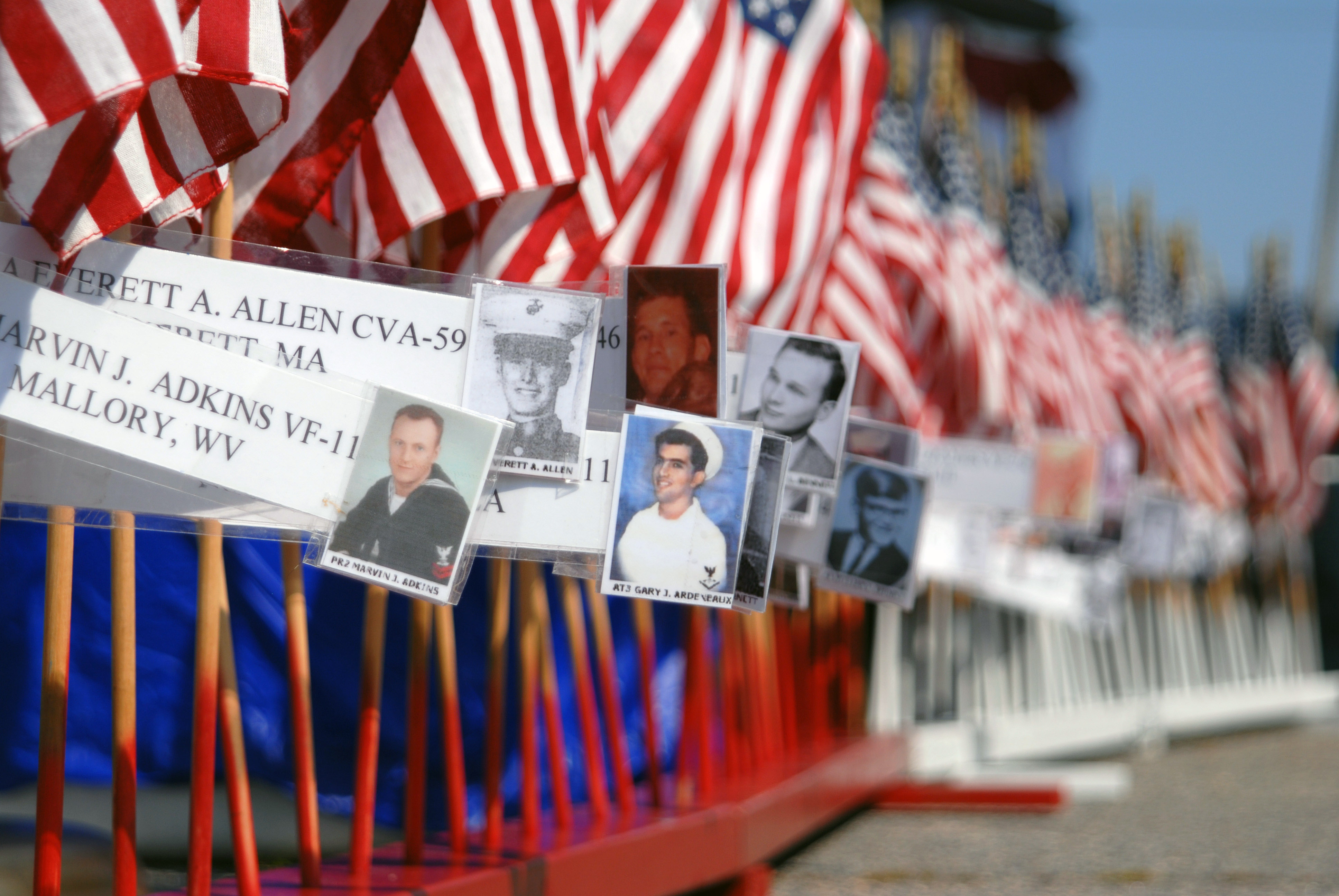
Прапори та фотографії, виставлені на меморіальній церемонії з нагоди 40-ї річниці в Норфолку, штат Вірджинія